# Ghetto de Rakaŭ

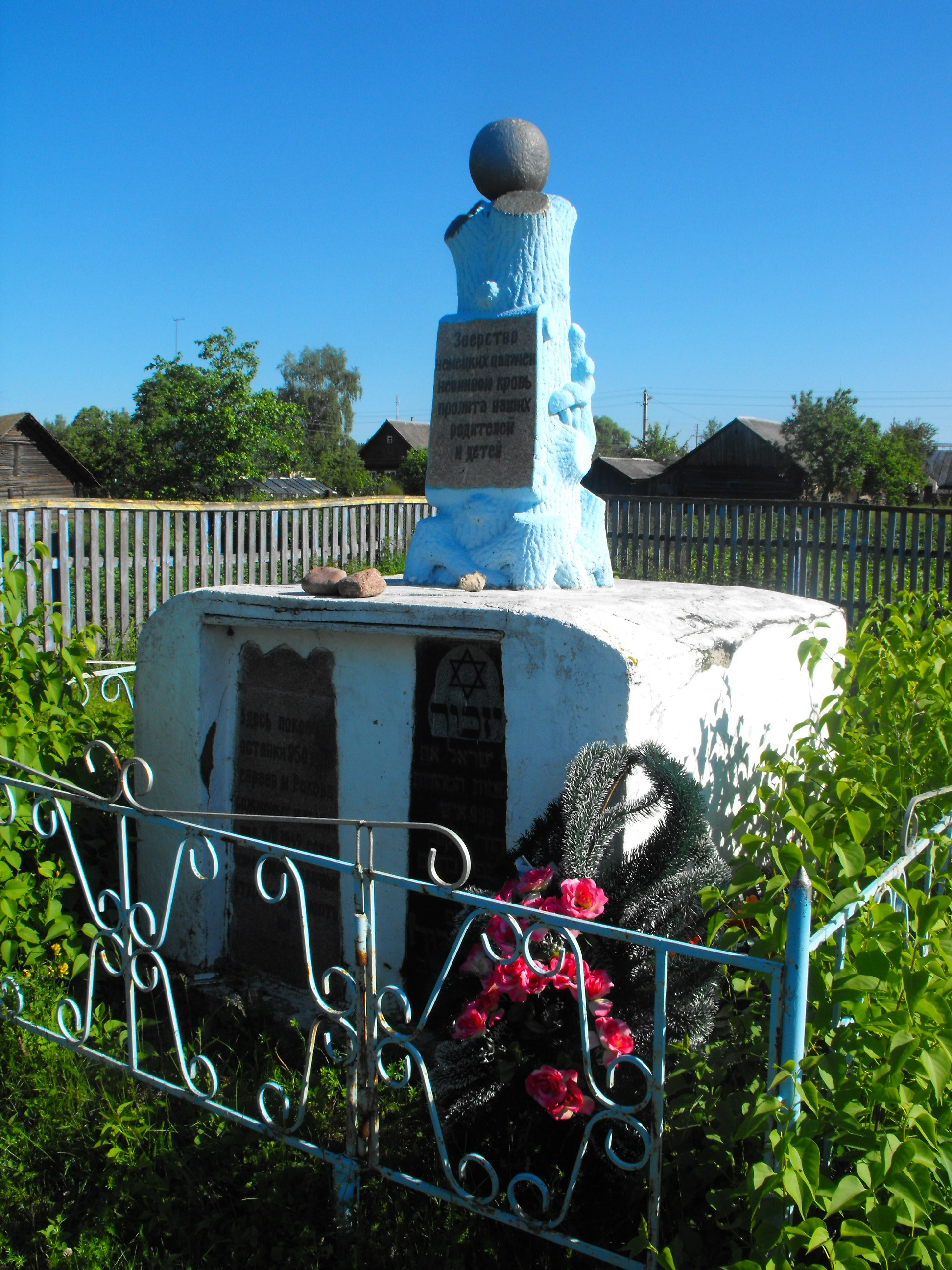
Monument en mémoire des victimes du ghetto.

Le ghetto de Rakaŭ est un ghetto imposé par les nazis aux Juifs sur le territoire occupé de Rakaŭ (en), en République socialiste soviétique de Biélorussie (aujourd'hui la Biélorussie). Il est ouvert le 21 août 1941, peu après l'offensive réussie de l'armée allemande sur la ville. D'après les estimations, 1 050 Juifs sont assassinés dans le ghetto entre sa création et sa liquidation, le 4 février 1942.

## Histoire
Avant l'opération Barbarossa, environ 928 Juifs vivent dans la ville de Rakaŭ, qui se trouve dans le voblast de Minsk. En juin 1941, les troupes de la Wehrmacht occupent la ville ; elle est libérée le 4 juillet 1944. Pendant l'occupation, Rakaŭ fait partie de la division administrative du Reichskommissariat Ostland.
Dès le premier jour de l'occupation de Rakaŭ, un régiment de police auxiliaire biélorusse est organisé. Dans la foulée, les nazis s'adonnent au pillage des biens appartenant à des Juifs. Cette campagne est bientôt suivie d'une vague de violentes répressions : le 14 août 1941, 45 Juifs de Rakaŭ sont emmenés à 2 kilomètres de la ville et forcés de creuser une fosse, dans laquelle ils sont obligés de s'étendre avant d'être assassinés par balles. Le 21 août, 14 Juifs en voyage de Minsk à Rakaŭ sont arrêtés et assassinés. Un ghetto est immédiatement ouvert à Rakaŭ.
En septembre, un certain Yasinsky, fermier vivant à proximité, est nommé commandant de la police auxiliaire de Rakaŭ  son assistant est un habitant local, appelé Survillo. Les biens appartenant à des Juifs font l'objet de pillages fréquents ; la police auxiliaire exige souvent que les victimes du ghetto lui remettent des affaires personnelles, comme des vêtements et des chaussures ; après la libération de Rakaŭ, l'Armée rouge trouve des meubles, de la vaisselle et des objets personnels ayant appartenu à des Juifs. Le Gebietskommissar de Vileyka, Handel, oblige les prisonniers du ghetto à recueillir les Sefer Torah auprès des synagogues de la ville puis à les brûler ; les jeunes filles sont forcées de danser et de chanter Hatikvah.

## Liquidation
L'occupant nazi, peut-être inquiet à la perspective d'un mouvement de résistance corrélé à la proximité du ghetto de Minsk, décident rapidement d'exterminer la population du ghetto de Rakaŭ. Le 29 septembre 1941, jour de Rosh Hashanah, les autorités procèdent à l'assassinat d'environ 105 à 112 hommes âgés de 16 à 50 ans.
Le 4 février 1942, la police auxiliaire, menée par le commandant Nikolay Zenkyevich, rassemble le reste des prisonniers à la « Synagogue froide (en) », l'une des quatre présentes à Rakaŭ. Les victimes sont dépouillées de leurs biens de valeur, déshabillées et brutalisées par la police. La synagogue est ensuite recouverte d'essence et incendiée tandis que la police jette des grenades dans le bâtiment. Entre 920 et 950 victimes juives y sont brûlées vives.

## Mémoire
En 1955, en mémoire des victimes du ghetto de Rakaŭ, un arbre coupé est érigé sur le site de la « synagogue froide ». En juillet 2005, au cimetière juif de Rakaŭ, un autre monument est érigé : une pierre où il est écrit, en biélorusse, en hébreu et en anglais : « Ici, à l'automne 1941, 112 Juifs du village de Rakaŭ subissent des tortures brutales. Ce lieu de massacre est mis au jour par la Commission pour perpétuer la mémoire des victimes de la Shoah, établie par les dirigeants des communautés juives et des organisations de Biélorussie ».